# میدان منیریه

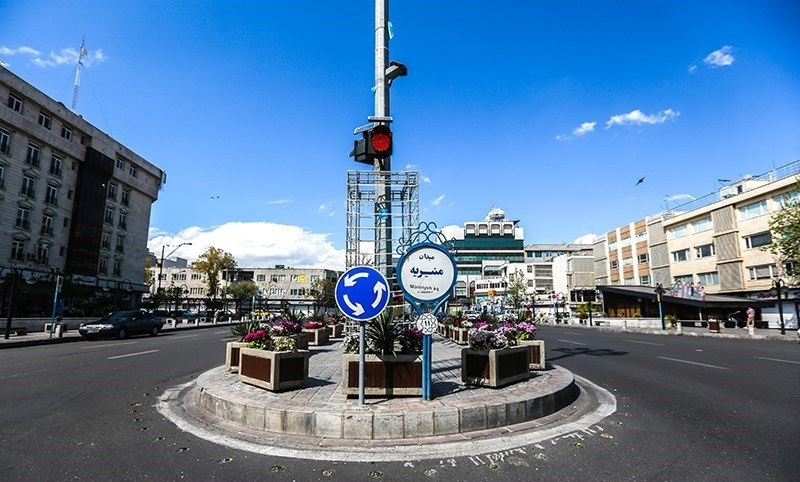
میدان منیریه

میدان منیریه از میدان‌های شهری کهن تهران است که در محله منیریه جای دارد. یک مدیرعامل در شهرداری تهران در اردیبهشت ۱۳۹۴ گفته «اگر برداشت ما از میدان یک فلکه ترافیکی است، این میدان از بین رفته است؛ اما از نگاه ما میدان محلی برای تعاملات فرهنگی، اقتصادی و اجتماعی است و در حال حاضر صاحبنظران این حوزه طرحی را مصوب کردند که با سابقه این میدان نیز متناسب است.» پیکره‌ای از ابوسعید ابوالخیر در تیر ۱۳۹۵ در این میدان برپا شد. میدان و خیابان منیریه تهران راسته بازاری است برای لوازم ورزشی، از این رو به اسپورت بازار شهرت یافته. راسته بازار منیریه بیش از شش دهه است که کاربری تجاری دارد.
این میدان از شرق از طریق خیابان ابوسعید به بازار تهران و چهارراه گلوبندک، از غرب از طریق خیابان معیری به چهارراه لشکر و خیابان کارگر جنوبی و از شمال از طریق خیابان ولیعصر به میدان ولیعصر و از جنوب باز هم از طریق خیابان ولیعصر به میدان راه‌آهن ارتباط دارد.
ایستگاه مترو منیریه در نزدیکی این میدان قرار گرفته است.